# V (Wavves)
V è il quinto album in studio del gruppo musicale statunitense Wavves, pubblicato nel 2015.

## Tracce
1. Heavy Metal Detox – 3:17
2. Way Too Much – 2:33
3. Pony – 2:56
4. All the Same – 1:56
5. My Head Hurts – 2:49
6. Redlead – 3:40
7. Heart Attack – 2:44
8. Flamezesz – 2:25
9. Wait – 2:33
10. Tarantula – 3:20
11. Cry Baby – 3:12